# Panilla diplodonta
Panilla diplodonta är en fjärilsart som beskrevs av Fletcher 1957. Panilla diplodonta ingår i släktet Panilla och familjen nattflyn. Inga underarter finns listade i Catalogue of Life.